# Robert Edeson
Robert Edeson (3 juin 1868, La Nouvelle-Orléans, Louisiane - 24 mars 1931, Hollywood, Californie) est un acteur américain de théâtre et de cinéma muet.

## Biographie
Robert Edeson fait ses débuts dans le cinéma en 1912, puis il décroche un rôle en 1914 dans L'Appel du Nord (The Call of the North) d'Oscar Apfel et Cecil B. DeMille.
Edeson remplace Rudolph Christians, qui meurt subitement, dans Folies de femmes (Foolish Wives) réalisé par Erich von Stroheim en 1922. Edeson tourne donc le dos à la caméra pour éviter les faux raccords conflictuels avec les séquences où l'on voyait Rudolph Christians, ces séquences sont conservées afin de compléter le film.
Edeson tourne également dans plusieurs productions sur les scènes de Broadway.

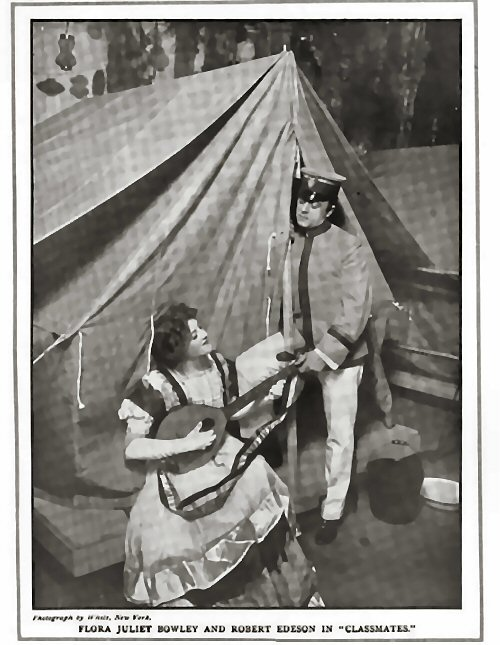
Flora Juliet Bowley et Robert Edeson

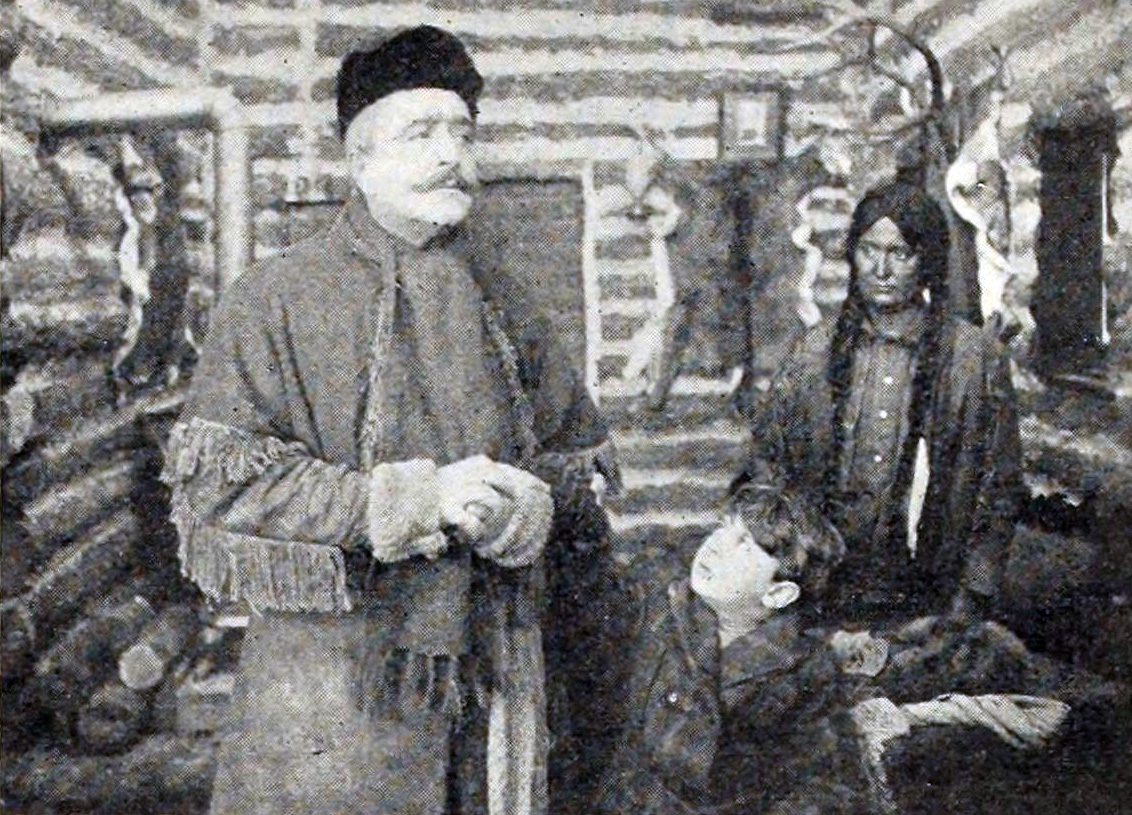
Fathers of Men (1916)

## Filmographie partielle
- 1912 : The Colonel's Peril de Francis Ford et Thomas H. Ince
- 1912 : The Hidden Trail de Francis Ford
- 1912 : On the Firing Line de Francis Ford
- 1912 : His Message de Thomas H. Ince
- 1912 : On Secret Service de Walter Edwards
- 1912 : Quand Lee se rendra (When Lee Surrenders) de Thomas H. Ince
- 1913 : The Mosaic Law de Thomas H. Ince
- 1913 : With Lee in Virginia de William J. Bauman
- 1914 : L'Appel du Nord (The Call of the North) d'Oscar Apfel et Cecil B. DeMille
- 1915 : On the Night Stage de Reginald Barker
- 1922 : Le Prisonnier de Zenda (The Prisonner of Zenda) de Rex Ingram
- 1923 : Jusqu'au dernier homme (To the Last Man) de Victor Fleming
- 1923 : La Brebis égarée (The Spoilers), de Lambert Hillyer
- 1923 : Les Dix Commandements (The Ten Commandments) de Cecil B. DeMille
- 1924 : Guerrita (Thy Name Is Woman) de Fred Niblo
- 1924 : Triomphe (Triumph) de Cecil B. DeMille
- 1924 : Le Tourbillon des âmes (Feet of Clay) de Cecil B. DeMille
- 1925 : Le Lit d'or (The Golden Bed) de Cecil B. DeMille
- 1925 : The Prairie Pirate d'Edmund Mortimer
- 1925 : Men and Women de William C. de Mille
- 1925 : The Scarlet West de John G. Adolfi
- 1925 : La Barrière des races (Braveheart) de Alan Hale Sr.
- 1925 : Locked Doors de William C. de Mille
- 1926 : L'Aigle bleu (The Blue Eagle) de John Ford
- 1926 : Les Bateliers de la Volga (The Volga Boatman) de Cecil B. DeMille : le prince Nikita
- 1927 : Altars of Desire de Christy Cabanne
- 1927 : Le Roi des rois (The King of Kings), de Cecil B. DeMille
- 1928 : Nuit de folie (Walking Back) de Rupert Julian et Cecil B. DeMille
- 1928 : Méfiez-vous des blondes (Beware of Blondes) de George B. Seitz
- 1929 : Little Johnny Jones de Mervyn LeRoy
- 1930 : Danger Lights de George B. Seitz
- 1930 : Adios (The Lash) de Frank Lloyd
- 1930 : A Devil with Women d'Irving Cummings
- 1930 : The Way of All Men de Frank Lloyd
- 1930 : Swing High de Joseph Santley
- 1931 : La Danseuse des dieux (Aloha) d'Albert S. Rogell : James Bradford Sr.